# A Song for All Seasons
A Song for All Seasons es el octavo álbum del grupo inglés de rock progresivo Renaissance, lanzado en 1978. 

## Lista de canciones
1. "Opening Out" (4:14) 
2. "Day of the Dreamer" (9:43) 
3. "Closer than Yesterday" (3:18)
4. "Kindness (At the End)" (4:51)
5. "Back Home Once Again" (3:15)
6. "She Is Love" (4:11)
7. "Northern Lights" (4:06)
8. "A Song for All Seasons" (10:53)

## Integrantes
- Annie Haslam - voz principal y coros
- Michael Dunford - guitarra acústica y eléctrica
- John Tout - Teclados
- Jon Camp - bajo eléctrico, guitarra eléctrica y voz
- Terence Sullivan - batería y percusiones

Músicos invitados:
- Royal Philharmonic Orchestra
- Harry Rabinowitz - conductor
- Louis Clark - arreglos orquestales

Letras:
- Betty Thatcher